# Koria (Kouvola)
Koria est un quartier d'Elimäki à Kouvola en Finlande .

## Description
D'une superficie de 8,29 km2, le quartier de Koria est situé le long de la route nationale 6, au sud du fleuve Kymijoki, à six kilomètres au sud-ouest de la gare de Kouvola.
Dans le centre de Koria et à Hurjanhaka, il y a des immeubles résidentiels, les autres zones résidentielles comprennent des maisons mitoyennes et des maisons individuelles.
Ses quartiers voisins sont Kankaro, Kymintehdas, Keltti, Ummeljoki, et Myllykoski.
Koria compte, entre-autres, l'église de Koria, l'école de Koria, le centre commercial Korian portti, le pont de Koria, les silos de Suomen Viljava, l'usine Kaslink et le centre polyvalent de Koria.

## Galerie

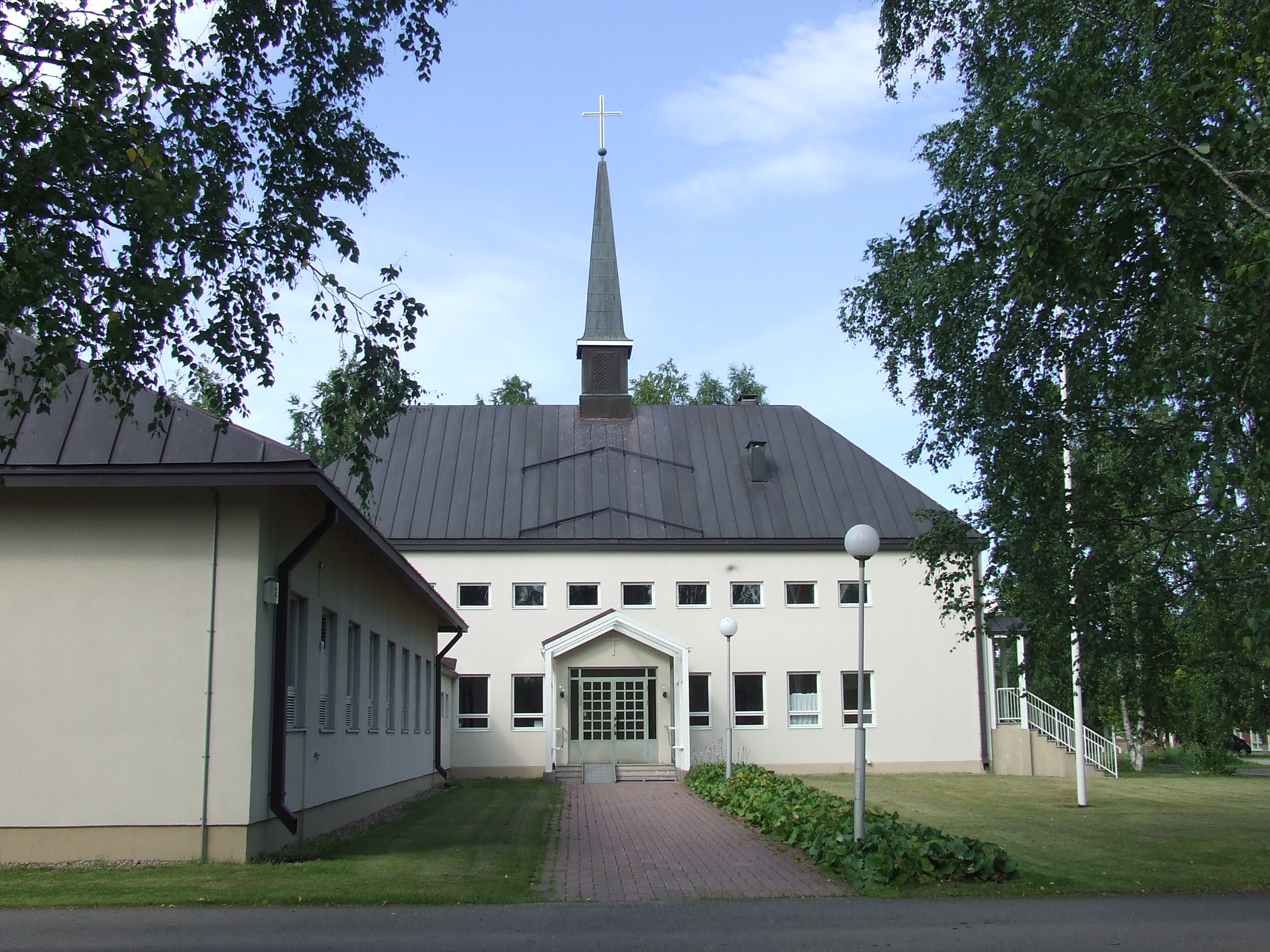
Église de Koria.
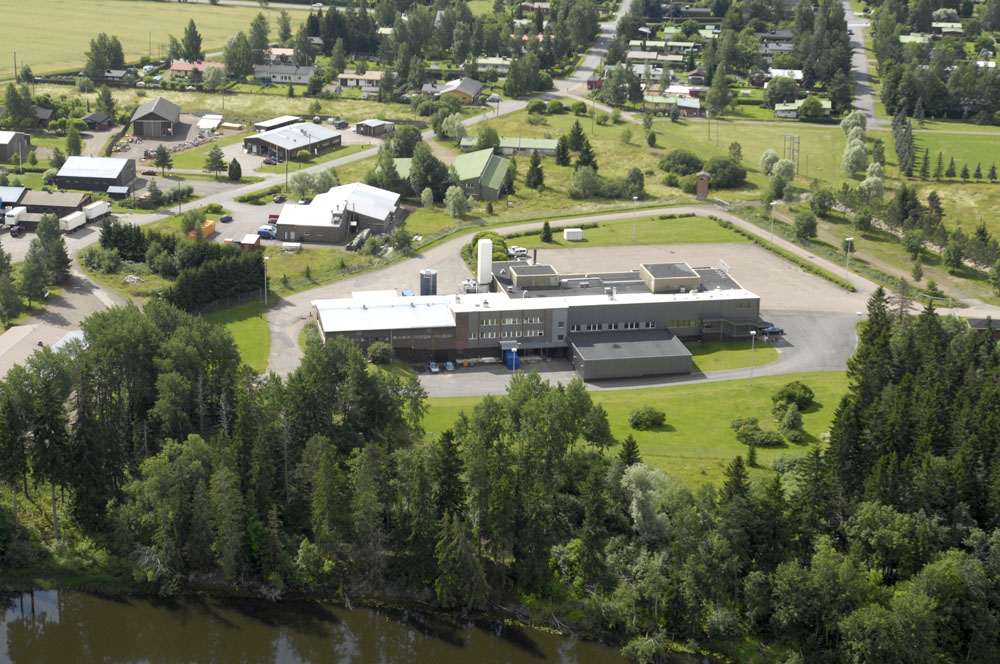
Usine Kaslink.
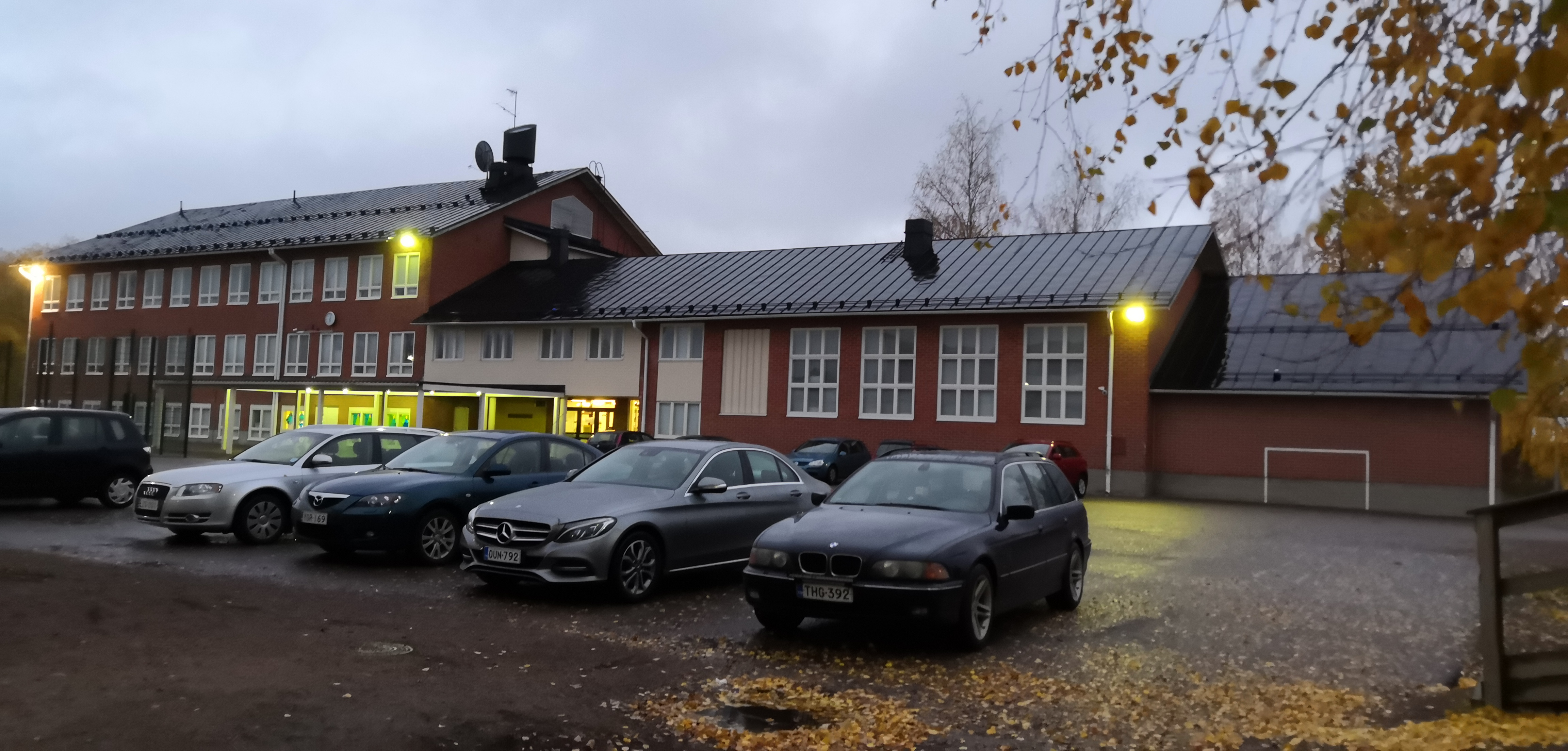
École de Koria.
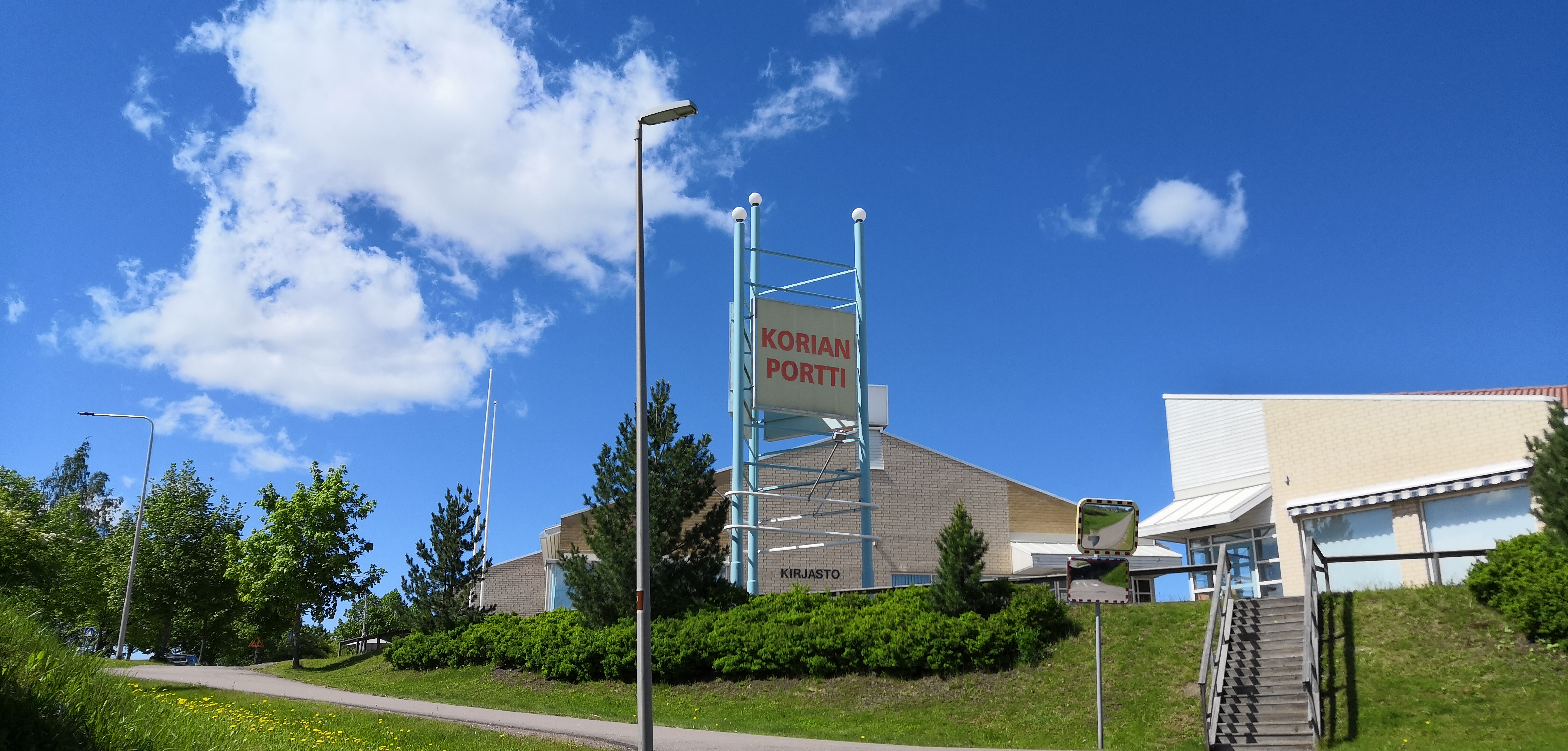
Centre commercial Korian portti.
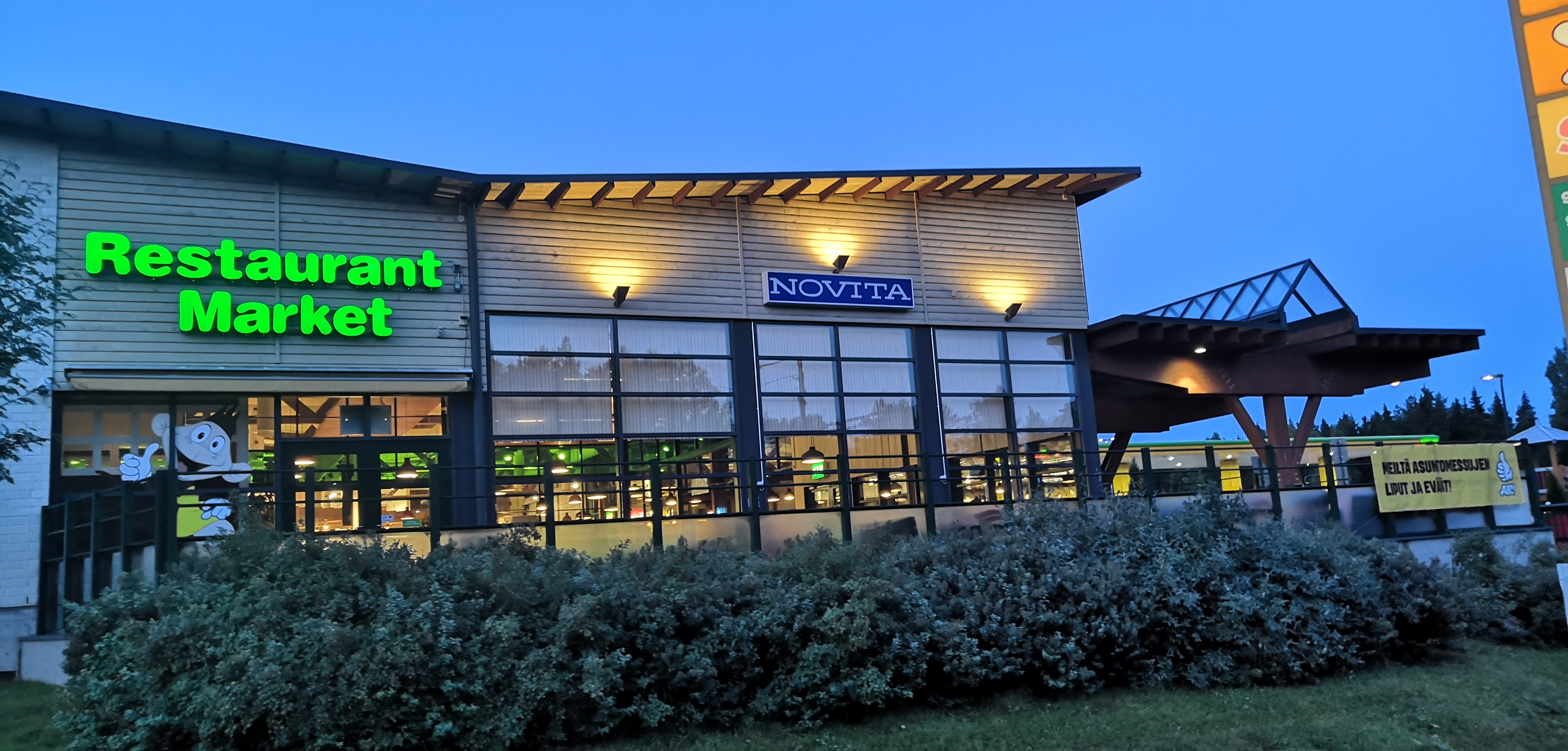
Station ABC le long de la Valtatie 6.